# August Josef Peter
August Josef Peter (* 4. April 1906 in Malstatt-Burbach; † 15. Oktober 1963 in Monte Rosso, Italien) war ein deutscher Architekt, der vor allem durch seine zahlreichen katholischen Kirchenbauten bekannt war.

## Leben
August Josef Peter wurde 1906 als Sohn des Schreinermeisters August Christian Peter und seiner Ehefrau Emilie geboren. Er war seit 1937 mit Gabriele Rosia Josepha geb. Finken verheiratet.
Peter besuchte zwischen 1915 und 1924 die Oberrealschule in Zweibrücken und beendete die Schule mit dem Abitur. Nach mehreren Monaten praktischer Tätigkeit auf Baustellen begann er 1924 an der Technischen Hochschule München ein Architekturstudium. Im Jahr 1926 machte er ein Praktikum bei der Oberpostdirektion Speyer. Sein Studium schloss er 1929 mit der Diplom-Hauptprüfung ab. Es folgten zwei Jahre Referendariat für den höheren Dienst und mit dem Zweiten Staatsexamen 1931 die Ernennung zum Regierungsbaumeister (Assessor im öffentlichen Bauwesen)  bei der Oberpostdirektion Speyer.
Nach dem Ausscheiden aus dem Staatsdienst betrieb er seit 1933 ein eigenes Architekturbüro in Landau in der Pfalz. Im Jahr 1941 wurde er zur Wehrmacht eingezogen und erst 1949 aus sowjetischer Kriegsgefangenschaft entlassen, von der er nach Godramstein zurückkehrte. Wegen seiner von den fünf Jahren Gefangenschaft angegriffenen Gesundheit reiste er 1963 zu einer Kur nach Italien, wo er am 15. Oktober in Monte Rosso verstarb. Beerdigt wurde er in Godramstein.

## Bauten und Entwürfe

### Vor dem Zweiten Weltkrieg
- Instandsetzung der Kirche in Rülzheim
- Instandsetzung der Kirche in Rheinzabern
- Kirche St. Georg in Neunkirchen-Kohlhof (1934)
- Deutsches Weintor (1935 nach gewonnenem Wettbewerb; Bauleitung mit Architekt Mittler)
- Kriegergedächtniskapelle in St. Wendel-Urweiler (1935; Umbau 1954)
- Kirche St. Guido in Speyer (1936)

### Nach dem Zweiten Weltkrieg
- Instandsetzung der Kirche in Steinfeld
- Instandsetzung der Kirche in Berg
- Instandsetzung der Kirche in Niederotterbach
- Kirche in Merzalben (1955)
- Kirche in Godramstein (1960)
- Heilig-Geist-Kirche in Ludwigshafen (1962)
- Kirche in Rechtenbach (1963)
- Christ-König-Kirche in Landau (1963–1964)
- Instandsetzung der Heilig-Kreuz-Kirche in Landau (1966)
- Kirche in Zweibrücken-Bubenhausen (posthum 1966)
- Kirche in Zweibrücken-Rimschweiler (posthum 1966)
- Entwurf zum Wiederaufbau des Zweibrücker Schlosses (1960, erst posthum ausgeführt)
- Kirche in Wernersberg (posthum)
- Erweiterungsbau für das Deutsche Weintor (posthum 1966)

| Personendaten    | Personendaten        |
| ---------------- | -------------------- |
| NAME             | Peter, August Josef  |
| KURZBESCHREIBUNG | deutscher Architekt  |
| GEBURTSDATUM     | 4. April 1906        |
| GEBURTSORT       | Malstatt-Burbach     |
| STERBEDATUM      | 15. Oktober 1963     |
| STERBEORT        | Monte Rosso, Italien |